# Playa del Tesorillo
La playa Tesorillo está situada en el municipio español de Almuñécar, en la provincia de Granada, comunidad autónoma de Andalucía. Es una playa muy pequeña, de 90 metros de longitud y 55 metros de anchura, muy frecuentada, y en zona urbanizada.